# Tarsalia strobilanthae
Tarsalia strobilanthae är en biart som beskrevs av Baker 1998. Tarsalia strobilanthae ingår i släktet Tarsalia och familjen långtungebin. Inga underarter finns listade i Catalogue of Life.